# Descalvado

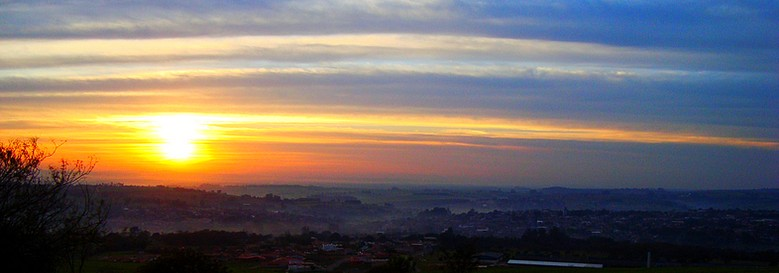
Nacer del sol en Descalvado en 2009.

Descalvado es un municipio brasileño del estado de São Paulo. Se localiza a una latitud 21º54'14" sur y a una longitud 47º37'10" oeste, estando a una altitud de 679 metros. Su población estimada en 2006 era de 31.265 habitantes. Posee un área de 755,226 km². Descalvado es el principal productor nacional de productos Pet. 

## Geografía

### Demografía
Datos del Censo - 2006
Población total: 31.265
- Urbana: 24.136
- Rural: 4.785
- Hombres: 14.419
- Mujeres: 14.502

Densidad demográfica (hab./km²): 38,30
Mortalidad infantil hasta 1 año (por mil): 10,43
Expectativa de vida (años): 74,42
Tasa de fertilidad (hijos por mujer): 2,23
Tasa de Alfabetización: 91,84%
Índice de Desarrollo Humano (IDH-M): 0,820
- IDH-M Salario: 0,755
- IDH-M Longevidad: 0,824
- IDH-M Educación: 0,880

(Fuente: IPEAFecha)

### Hidrografía
- Río Mogi-Guaçu, Río del Pântano

## Religión
El Cristianismo está presente en la ciudad de la siguiente manera:

### Iglesia Católica
La iglesia católica del municipio forma parte de la Diócesis de Limeira.

### Iglesia Protestante
En la ciudad están presentes las más diversas creencias evangélicas, principalmente pentecostales, incluidas las Asambleas de Dios de Brasil (la iglesia evangélica más grande del país), Congregación Cristiana, entre otras. Estas denominaciones están creciendo cada vez más en todo Brasil.